# راجاس
راجاس (به سانسکریت: रजस्) یکی از سه گونا (گرایش‌ها، کیفیت‌ها، ویژگی‌ها)، مفهومی فلسفی و روان‌شناختی است که توسط مکتب سامخیا در فلسفه هندو توسعه یافته‌است. دو کیفیت دیگر ساتوا و تاماس هستند. راجاس تمایل یا کیفیت ذاتی است که حرکت، انرژی و فعالیت را به حرکت درمی‌آورد.

## شرح
در فلسفه سامخیا، guṇa یکی از سه «گرایش، کیفیت» است: ساتوا، راجاس و تاماس. این دسته از کیفیت‌ها به‌طور گسترده توسط مکاتب مختلف هندوئیسم برای دسته‌بندی رفتار و پدیده‌های طبیعی پذیرفته شده‌است. سه خصلت عبارتند از:
- ساتوا کیفیت تعادل، هماهنگی، خوبی، خلوص، جهانی شدن، کل نگر، سازنده، خلاق، سازنده، نگرش مثبت، نورانی، آرامش، بودن، صلح آمیز، فضیلت است.[۲][۳]
- راجاس کیفیت اشتیاق، فعالیت، نه خوب و نه بد و گاهی، خود محوری، خودخواه، فردی، رانده، متحرک، پویا است.[۴][۵]
- تاماس کیفیت عدم تعادل، بی نظمی، هرج و مرج، اضطراب، ناپاک، مخرب، هذیان، منفی، کسل کننده یا غیرفعال، بی‌تفاوتی، اینرسی یا رخوت، خشن، شرور، نادان است.[۶]

موجود زنده یا جوهر به عنوان نتیجه خالص تأثیر مشترک این سه کیفیت در نظر گرفته می‌شود.
برهمن مظهر جوهر تحرک و انبساط (ragas) است.